# Fontanelle
Fontanelle – miejscowość i gmina we Włoszech, w regionie Wenecja Euganejska, w prowincji Treviso.
Według danych na rok 2004 gminę zamieszkiwało 5471 osób, 156,3 os./km².